# Artem Chapeye
Artem Chapeye (en ukrainien : Артем Чапай), de son vrai nom Anton Vassyliovytch Vodiany (en ukrainien : Антон Васильович Водяний), un reporter et écrivain ukrainien. Il s'est engagé l'armée régulière ukrainienne depuis l'hiver 2022, malgré ses opinions pacifistes.

## Biographie
Natif de Kolomya dans le sud ouest de l'Ukraine, Artem Chapeye a étudié à Kiev la philosophie entre 2001 et 2008 à l'académie de  Kiev-Mohyla. Interviewé en 2008 par le quotidien ukrainien Ukraïna Moloda, il est engagé dans le mouvement Sauvez le Vieux Kiev et défend le patrimoine historique de la ville contre les constructions illégales. Au début de la guerre du Dombas, il travaille comme journaliste et publie en 2015 un recueil de ses reportages intitulé La Guerre en trois lettres (en ukrainien : Війна на три букви). Trois de ces reportages avaient été nommés pour le prix Kurt Schork (en). Début 2022 après que son épouse et ses deux fils se sont réfugiés en Allemagne, il s'engage dans l'armée ukrainienne comme combattant.

## Livres et publications

### Ouvrages non traduits en français (sélection)
- The Ukraine, nouvelle traduite en anglais et publiée dans The New Yorker, 04/04/2022[5],[6]
- Vojna na tri bukvy : chronika protivostojanija v reportažach i svidetelʹstvach očevidcev, Charʹkov, 2015[7],

### Traduits en français
- Loin d'ici, près de nulle part, Les Editions Bleu et Jaune, Paris, novembre 2021,  (ISBN 979-10-94936-19-1), 296 p[8].
- Ma guerre : Récit d'un écrivain ukrainien devenu soldat, témoignage paru dans La Croix Hebdo no 170, 18/02/2023[9].
- Les gens ordinaires ne portent pas de mitraillettes. Les Editions Bayard, Paris, fevrier 2023, 128 p.
- Un vers qui ronge, ou Ce qui reste non dit, témoignage paru dans La Croix Hebdo, 21/02/2025[10].

## Prix et récompenses
- 2015 : finaliste du prix BBC Ukraine pour son roman Loin d'ici près, de nulle part[8].